# Kabupaten de Bangkalan

emblème du kabupaten de Bangkalan

Le kabupaten de Bangkalan, en indonésien Kabupaten Bangkalan, est un kabupaten d'Indonésie situé dans l'île de Madura, dans la province de Java oriental.
Bangkalan est reliée à Surabaya, la capitale de la province, située sur l'île de Java de l'autre côté du détroit de Madura, par le pont Suramadu.

## Histoire

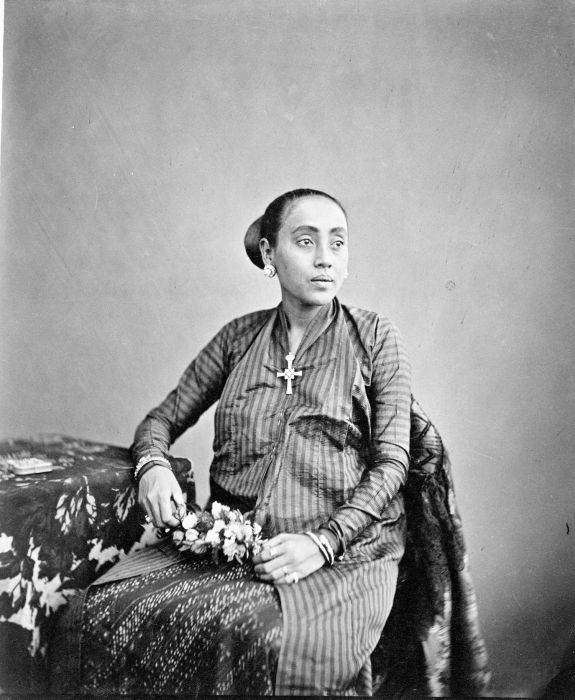
L'épouse du prince Cakra Adiningrat X de Bangkalan en 1865

Bangkalan était une principauté.